# Jordbävningen i Armenia 1999
Jordbävningen i Armenia 1999 var en stor jordbävning som framför allt drabbade staden Armenia i departementet Quindío i Colombia.  18 städer och 28 byar i Colombias kaffelandskap drabbades och, om än i mindre skala, även städer i Pereira och Manizales.   
Jordbävningen inträffade måndagen den 25 januari 1999 klockan 13:19 (18:19 UTC), och uppmättes till magnituden 6.2. Epicentrum var beläget 25 engelska mil (40 kilometer) väst-sydväst om Ibague. Jordbävningen var den värsta i Colombia på 16 år.